# Allopeplus cordifer
Allopeplus cordifer är en skalbaggsart som beskrevs av Dmytro Zajciw 1961. Allopeplus cordifer ingår i släktet Allopeplus och familjen långhorningar. Inga underarter finns listade i Catalogue of Life.